# بنجامين باترورث
بنجامين باترورث هو محامي وسياسي أمريكي، ولد في 22 أكتوبر 1837 في ماينفيل في الولايات المتحدة، وتوفي في 16 يناير 1898 في توماسفيل في الولايات المتحدة. نشط حزبياً في الحزب الجمهوري. وقد انتخب عضو مجلس النواب الأمريكي ‏.